# 마르탱 테리에
마르탱 알베르 프레데리크 테리에 (Martin Albert Frédéric Terrier, 1997년 3월 4일 ~ )는 프랑스의 축구 선수이며, 바이어 레버쿠젠에서 윙어 또는 공격수로 뛰고 있다.